# 크리스 노보셀릭
크리스 앤소니 노보셀릭(영어: Krist Anthony Novoselic, 1965년 5월 16일 ~ )은 미국의 음악가로서 록 밴드 너바나의 베이스를 맡았던 창립단원으로서 유명한 인물이다.
1994년 너바나가 코베인의 자살과 함께 해산되면서 95년 스위트 75를 이어서 02년 아이즈 애드리프트를 결성하고 활동했으며 밴드 각각마다 앨범 한 장씩을 냈다. 06년에서 09년까지는 밴드 플리터에서 펑크 록을 했으며 11년 푸 파이터스의 앨범 《Wasting Light》에서 수록곡 〈I Should Have Known〉에 연주를 베풀었다. 17년 6월에서 지금껏은 자이언츠 인 더 트리에서 베이스 및 아코디언을 맡아 연주한다.
음악계 외 정치계에서도 두드러지는 활동을 하고 있으며 특히 PAC의 창단에 일조했다. 07년에서 10년까지 시애틀 위클리의 웹사이트에서 음악과 정치 칼럼을 주간으로 기고했으며 05년에서 19년까지 선거법개정위원회 페어보트의 의장으로서 임했다. 20년 소칼로 공공광장의 의장으로서 선출되었다.